# Toppfrossört
Toppfrossört (Scutellaria hastifolia) är en växtart i familjen Kransblommiga växter. 